# Sasu Haapanen

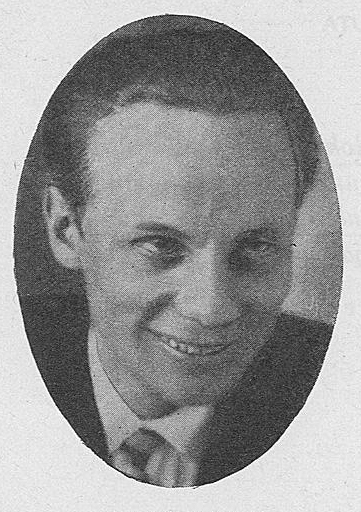
Sasu Haapanen, bild från början av 1930-talet.

Alexander "Sasu" Haapanen, född 7 januari 1905 i Helsingfors, död 25 december 1986, var en finländsk skådespelare och sångare. Haapanen medföljde 1930 på en inspelningsresa till Berlin, där han gjorde 14 skivinspelningar tillsammans med Kansanorkesteri. Haapanen var bror till sångaren och skådespelaren Yrjö Haapanen.
Haapanen verkade som skådespelare vid teatern Koito åren 1923-1933 och därefter vid Helsingfors folkteater, Helsingfors arbetarteater samt vid Helsingfors stadsteater. Totalt medverkade Haapanen i 59 filmer. Haapanen mottog 1955 Pro Finlandia-medaljen.